# Łysakowo (gromada w powiecie nidzickim)
Łysakowo – dawna gromada, czyli najmniejsza jednostka podziału terytorialnego Polskiej Rzeczypospolitej Ludowej w latach 1954–1972.
Gromady, z gromadzkimi radami narodowymi (GRN) jako organami władzy najniższego stopnia na wsi, funkcjonowały od reformy reorganizującej administrację wiejską przeprowadzonej jesienią 1954 do momentu ich zniesienia z dniem 1 stycznia 1973, tym samym wypierając organizację gminną w latach 1954–1972.
Gromadę Łysakowo z siedzibą GRN w Łysakowie utworzono – jako jedną z 8759 gromad na obszarze Polski – w powiecie nidzickim w woj. olsztyńskim na mocy uchwały nr 19 WRN w Olsztynie z dnia 4 października 1954. W skład jednostki weszły obszary dotychczasowych gromad Łysakowo i Szerokopaś (bez miejscowości Załuski i Łapinóż) ze zniesionej gminy Szkotowo oraz obszar dotychczasowej gromady Sławka Mała wraz z (nie główną) częścią obszaru miejscowości Olszewo (ograniczonego od północy i zachodu granicą gminy Kozłowo a od południa drogą Nidzica-Uzdowo) z dotychczasowej gromady Olszewo ze zniesionej gminy Kozłowo w tymże powiecie. Dla gromady ustalono 10 członków gromadzkiej rady narodowej.
Gromadę zniesiono 1 stycznia 1960, a jej obszar włączono do gromad Dziurdziewo (wsie Sławka Mała i Łysakowo oraz kolonię Łączki) i Pielgrzymowo (kolonię Rozdroże) oraz do nowo utworzonej gromady Nidzica (wieś Szerokopaś) w tymże powiecie.